# 山部
山部（さんぶ）は、漢字を部首により分類したグループの一つ。
康熙字典214部首では46番目に置かれる（3画の17番目）。

## 概要
「山」の字はやまの意味で、その形に象る。
偏旁の意符としては山の種類・部分・形状などに関することを示し、また固有の山名を表す字につけられることもある。左右構造で偏にとる場合と上下構造で冠にとる場合が多い。また、上下、左右の構造が異なるが、同字が多く見られる（﨑と嵜、嶋と嶌など）。
峠など国字も多く、今日では国内固有の一地名にのみ用いられる字も見られる。
山部は以上のような意符を構成要素とする漢字を集めている。
現在の山部は、純粋に山を意符とする漢字の他、『説文解字』で「嵬部」・「屾部」・「屵部」などといった部首に所属していた漢字も含まれており、これらの部首を統合したものとなっている。

## 部首の通称
- 日本：やま・やまへん・やまかんむり
- 中国：山字旁・山字底・山字頭
- 韓国：메산부（me san bu、やまの山部）
- 英米：Radical mountain

## 部首字

甲骨文
金文
大篆
小篆

山
- 広韻 - 所間切、山韻
- 詩韻 - 刪韻、平声
- 三十六字母 - 審母二等
- 日本語 - 音：サン（漢音）・セン（呉音） 訓：やま
- 中国語 - ピンイン：shān 注音：ㄕㄢ ウェード式：shan 1
- 朝鮮語 - 訓音：메（me、やま） 산(san)

## 例字
- 山・岐・岬・岨・峽（峡）・峠・峰・崎
- 岩・岸・崋・崖・崇・崩・嵐・嵩・巖（巌）
- 岳・岱・島・巒
- 岡